# Ischnopoda balteata
Ischnopoda balteata är en skalbaggsart som först beskrevs av Wilhelm Ferdinand Erichson 1839.  Ischnopoda balteata ingår i släktet Tachyusa, och familjen kortvingar. Arten har ej påträffats i Sverige.